# 1763 w literaturze
Wydarzenia literackie w 1763 roku.

## Nowe książki

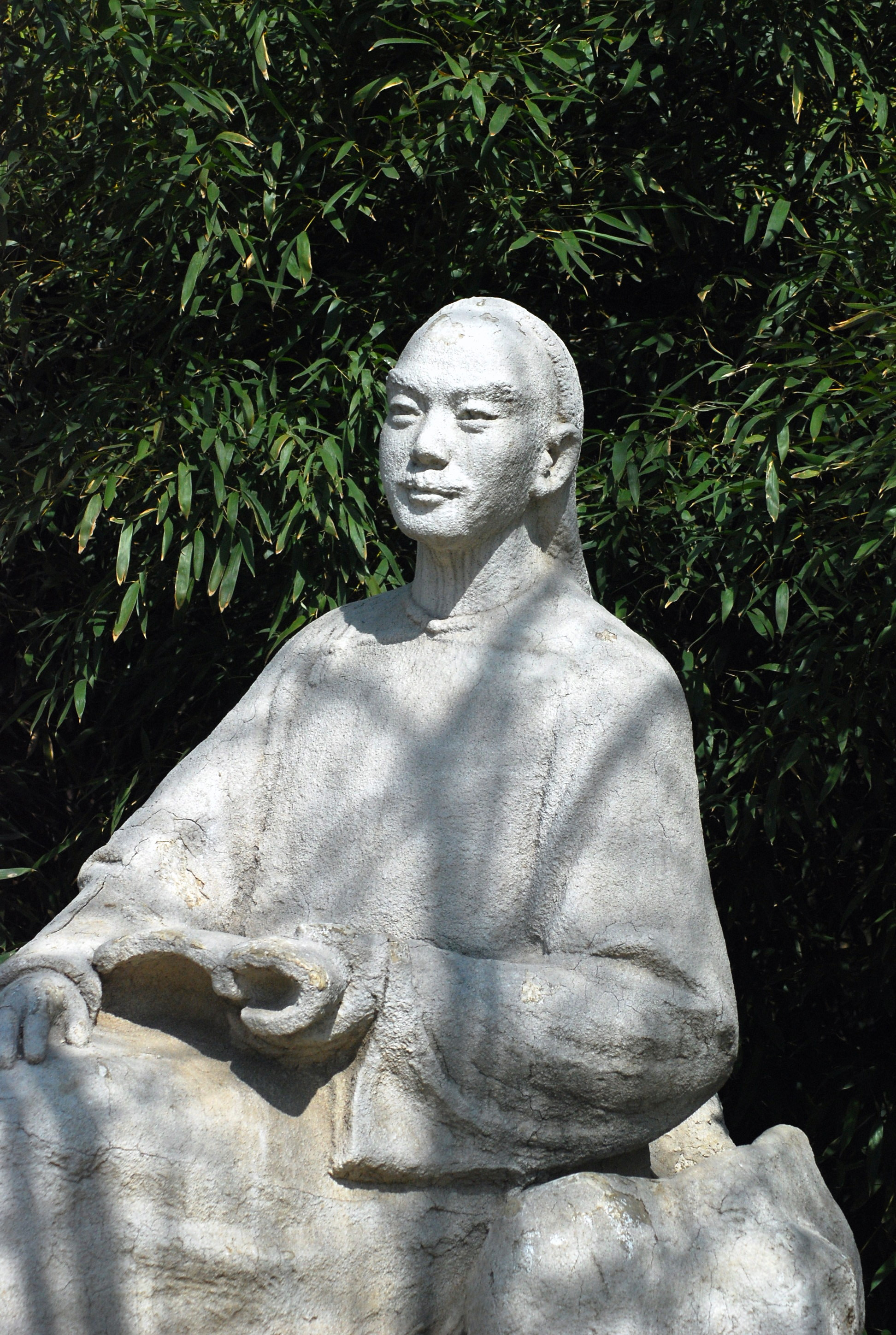
Cao Xueqin

- Cao Xueqin – The Chronicles of the Stone

## Urodzili się
- 21 marca – Jean Paul, niemiecki pisarz (zm. 1825)

## Zmarli
- 25 listopada – Antoine Prévost, francuski pisarz i nowelista (ur. 1697)